# آب‌سنگ حلقوی اریکوب
آب‌سنگ حلقوی اریکوب (به لاتین: Erikub Atoll) یک آب‌سنگ حلقوی در جزایر مارشال است که در زنجیره راتاک واقع شده‌است. آب‌سنگ حلقوی اریکوب ۱٫۵۳ کیلومتر مربع مساحت و و خالی از سکنه است و ۳ متر بالاتر از سطح دریا واقع شده‌است.